# بوریدی
بوریدی یکی از روستاهای استان مرکزی، واقع در کشور پاپوآ گینه نو است.